# 江東区立大島中学校
江東区立大島中学校（こうとうくりつ おおじまちゅうがっこう）は、東京都江東区大島八丁目にある区立中学校。

## 設備
- プール（屋上にある）
- 体育館

## 沿革
- 1950年（昭和25年） - 開校。

## 教育目標
人間尊重の精神に基づき、自らの幸福を求めるとともに、平和な社会の発展に貢献できる人間を育成する。
- 思いやりにあふれる人
- 自ら学び、行動する人
- たくましく生きる人

## 交通
都営新宿線大島駅より徒歩8分、東大島駅より徒歩10分、大島駅より徒歩5分。

## 部活動
運動部
- 陸上
- バレーボール
- サッカー
- カヌー
- 剣道
- バスケットボール
- ソフトテニス
- 野球

文化部
- 吹奏楽
- 美術
- ハンドメイド
- 科学
- 技術研究